# Військово-транспортна авіація

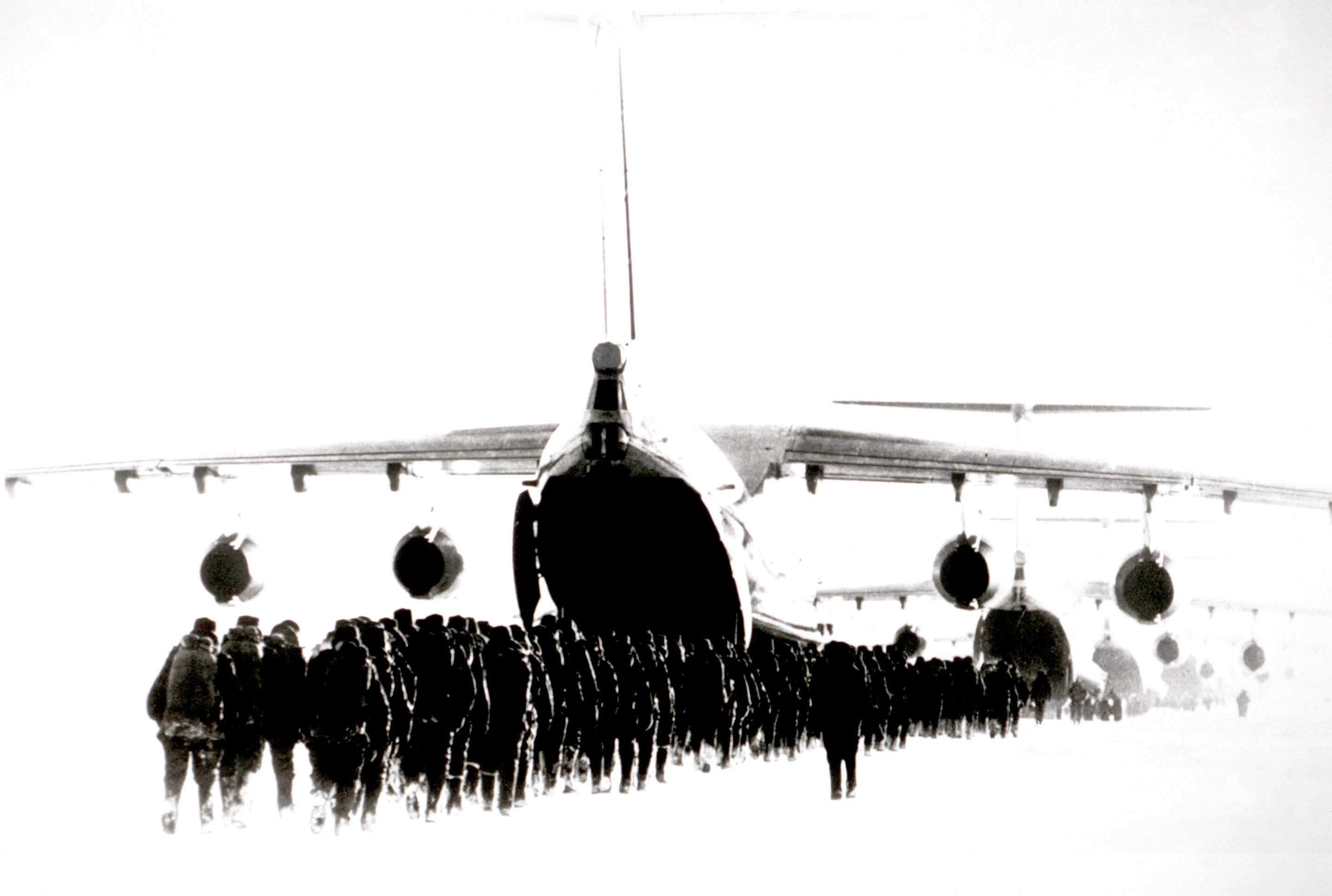
Посадка десантників у літак Іл-76

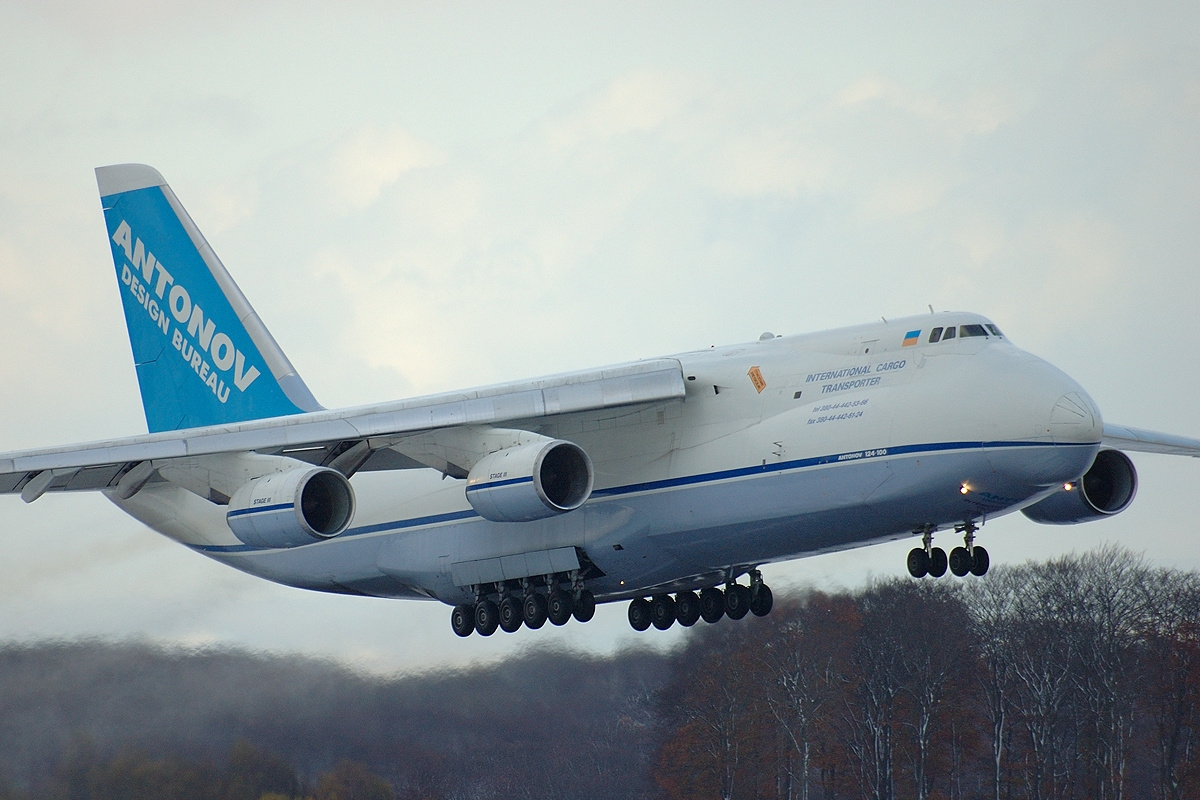
Військово-транспортний літак Ан-124

Військо́во-тра́нспортна авіа́ція (ВТА) або транспортна авіація — один з видів військової авіації (ВПС), призначений для десантування повітряних десантів, перевезення військ, здійснення маневру військ повітрям, доставки озброєння, боєприпасів, ракет, пального, продовольства і інших матеріальних засобів, евакуації поранених і хворих.

## Транспортна авіація
У 1930-х роках у складі ВПС найбільш розвинених держав були створені окремі авіаційні підрозділи для перевезення військ і військових вантажів; вони були оснащені переобладнаними літаками бомбардувальної авіації і транспортними літаками цивільної авіації. У роки, що передували Другій світовій війні, в низці країн (СРСР, США, Велика Британія, Німеччина, Франція тощо) було створено спеціальні військово-транспортні літаки, а також вантажні десантні планери, а в ході війни сформовано авіаційні транспортні частини та з'єднання.
Під час німецько-радянської війни радянські транспортні авіаційні частини здійснювали викидання (висадку) повітряних десантів, доправляли військам боєприпаси і пальне, евакуювали поранених, надавали допомогу партизанам. 1946 року авіаційно-транспортні частини ВПС були об'єднані в десантно-транспортну авіацію, пізніше вона отримала назву транспортно-десантна. У 1955 транспортно-десантна авіація була перетворена на військово-транспортну, що стала самостійним видом авіації радянських ВПС.
В інших країнах найбільш розвинену ВТА мають збройні сили США. Вона поділяється на стратегічну, тактичну і армійську. Стратегічна і тактична транспортна авіація об'єднані у військово-транспортне авіаційне командування (ВТАК) ВПС США, яке здійснює перевезення військ і вантажів (міжконтинентальні і в межах ТВД), а також висадку (викидання) повітряних десантів у межах ТВД. Армійська транспортна авіація входить до складу з'єднань і частин сухопутних військ. Вона призначена для виконання завдань безпосередньо в районах бойових дій з перекидання військ, висадки тактичних повітряних десантів і диверсійних груп, доставці матеріальних засобів, евакуації поранених і хворих. Для висадки і забезпечення морських десантів у складі ВМС США і ряду інших країн є частини і підрозділи військово-транспортних літаків і транспортно-десантних вертольотів.
Сучасна ВТА оснащується спеціальними військово-транспортними літаками, що відрізняються за конструкцією та устаткуванням від інших типів військових літаків. За своїм призначенням і вантажопідйомності літаки ВТА поділяються на важкі, середні й легкі. До важких відносяться Ан-22 (СРСР, Україна, Росія), C-17 «Глоубмайстер» III, С-141 «Старліфтер», С-5А «Гелаксі» (США), до середніх — Ан-12 (СРСР, Україна), С-130 «Геркулес» (США), С-160 «Трансалл» (Франція, ФРН); до легких — Ан-24, Ан-26 (СРСР, Україна), С-123 «Провайдер», С-7А «Карібу» (Канада, США) та інші. Для перевезення військ і вантажів широко використовуються також транспортно-десантні вертольоти.
Під час здійснення десантування військ і доставки вантажів, ВТА залежно від умов обстановки, може застосовувати парашутний або посадковий спосіб. В окремих випадках використовується безпарашутне скидання вантажів.
У складі Українських Повітряних сил (ПС) перебувають формування транспортної авіації, яка призначена для перекидання та десантування аеромобільних й повітряно-десантних підрозділів, повітряних перевезень військ і бойової техніки, доставки вантажів, евакуації поранених тощо. На її озброєнні знаходяться два основні типи літаків.
- Ан-26 — легкий транспортний літак.
- Іл-76МД — важкий транспортний літак з чотирма турбореактивними двигунами.

У найближчому майбутньому планується замінити три вищезгадані типи одним середнім транспортним літаком нового покоління Ан-70, створеним в Україні.